# Raymond Arets
Raymond Arets est un journaliste sportif et écrivain né à Liège le 26 octobre 1928 et mort dans cette même ville le 19 mars 2004.

## Biographie
Dès l'âge de 17 ans et la fin de le Seconde Guerre mondiale, Raymond Arets fait ses premières armes dans le journalisme en travaillant pour plusieurs journaux liégeois : Le Monde du Travail, La Wallonie et La Meuse.
Avec Nicolas Dor, Jean-Marie Peterken et deux autres personnes, il crée en 1959 le Comblain Jazz Festival de Comblain-la-Tour, grand succès populaire dont le dernier épisode aura lieu en 1966, avant d'être relancé en 2009.
Sa passion pour le sport en général et le football en particulier le conduit en 1962 au poste de secrétaire général du FC Liégeois, club de division 1 belge. Après deux années passées à Rocourt, il reprend son travail de journalisme sportif en s'engageant en 1964 au journal Les Sports puis en 1974 à La Dernière Heure où il reste jusqu'à sa retraite en 1996 puis en continuant de rédiger un billet quotidien jusqu'à son décès.
Parallèlement à sa carrière de journaliste sportif, il écrit et publie entre 1970 et 1983 une douzaine d'ouvrages traitant principalement du football belge et plus particulièrement du club du Standard de Liège dont il est un fervent supporter. Il a aussi collaboré à de nombreux autres médias, et notamment à la RTB puis à la RTBF, aussi bien en radio qu'en télévision comme à l'émission Antenne Soir pour des sujets concernant la ville ou la région de Liège.
Atteint d'un cancer, il décède le 19 mars 2004 à Liège et ses funérailles se déroulent dans la plus stricte intimité.

## Œuvres
- Standard, le grand défi, Éditions Arts et Voyages, Bruxelles, 1970, 123 pages.
- Les coulisses du football, Éditions Marabout Service, 1971.
- Standard Europe. De la Coupe au Livre, Éditions Arts et Voyages, Bruxelles, 1972.
- Christian Piot, les mains d'or, Éditions S.A. Banana Press, Kapellen, 1973, 200 pages,  (ISBN 2870070020) /  (ISBN 9782870070024).
- Annuaire du football 1972/1973, Editions Kapellen, Beckers, 1973 (écrit avec Arsène Vaillant et Rik de Saedeleer).
- Standard, le grand pari, Éditions Arts et Voyages, Bruxelles, 1974, 147 pages,  (ISBN 2801600334) /  (ISBN 9782801600337).
- Standard, la furia, Éditions Arts et Voyages, Bruxelles, 1978, 174 pages.
- Standard, Happel, Éditions Arts et Voyages, Bruxelles, 1979, 174 pages.
- Standard, Goethals, champion 1981-1982 - vice-champion d'Europe, Éditions Gamma, Tournai, 1982, 174 pages.
- Les Diables rouges au Mondial 82, Éditions Crédit communal, Bruxelles, 1982, 133 pages,  (ISBN 2800304251) /  (ISBN 9782800304250) (écrit avec Rik De Saedeleer et Yvan Sonck).
- Standardissimo, Éditions Gamma Sport, Tournai, 1983, 169 pages (écrit avec Jean-Marie Defourny, Gérard Presse et Gérard Guissard)
- Les grandes heures de Francorchamps, Éditions Gamma Sport, Tournai, 1983, (écrit avec Éric Faure).

## Sources et liens externes
- Ressource relative à plusieurs domaines :   - ODIS
- Site de dhnet.be
- Site abebooks.fr